# Finn Jones
Terence „Finn“ Jones (* 24. března 1988) je britský herec. Jeho nejznámější rolí je Ser Loras Tyrell v seriálu Hra o trůny.

## Životopis
Účastnil se tříletého hereckého kurzu na The Arts Educational Schools.
V říjnu 2009 si zahrál roli Jamieho, mladého muže, který se zamiluje do Hannah Ashworth ve druhé sérii seriálu Hollyoaks. V následujícím roce ztvárnil Tima Hebdona v jedenácté sérii seriálu Doctors.
Objevil se ve dvou epizodách seriálu Poldové, kde ztvárnil roli syna Lisy Kennedy (hraje ji Julie Graham), který byl obviněný z vraždy. V ten samý měsíc skončil s natáčením internetového seriálu The Curfew.
Také hrál Santiaga Jonese ve spin-offu seriálu Doctor Who, The Sarah Jane Adventures a objevil se zde po boku Katy Manning jako Jo Grant a Matta Smithe jako jedenáctého doktora.
Dne 19. června 2010 bylo oznámeno, že se objeví jako Ser Loras Tyrell v seriálu HBO, Hra o trůny, který je adaptací novel Píseň ledu a ohně od George R. R. Martina. Také měl malou roli v hororovém snímku Wrong Turn 5: Bloodlines.
Na svém účtu na sociální síti Twitter přiznal, že jeho pravé jméno je Terence „Terry“ Jones. Byl nucen si ho změnit, aby se vyhnul záměně s Terrym Jonesem, jedním z členů Monty Pythonů.

## Hudební kariéra
Ačkoliv ho známe především jako herce, pracuje také jako DJ. Je členem kolektivu „Human Effort“, který vznikl v Londýně.